# 卡比托利欧阶梯
卡比托利欧阶梯（Cordonata capitolina）是罗马坎皮特利区的一处著名的阶梯，位于市中心的卡比托利欧山，始于山下的马切罗剧场街（via del Teatro di Marcello），通往山顶的卡比托利欧广场。

## 历史
阶梯修建于16世纪，由教宗保禄三世委托米开朗基罗设计，作为国会大厦修复工程的一部分。
阶梯向上略微变宽，顶端矗立着卡斯托耳和波鲁克斯的大型雕像，以及中世纪的雕塑群马里奥(I Trofei di Mario)，纪念图密善在89年战胜卡蒂人和达契亚人。
底部装饰着两尊狮子雕像，而左侧的阶梯还有吉罗拉莫·马西尼和弗朗切斯科·阿祖里在攻占罗马后建造的科拉·迪·里恩佐纪念碑。